# Debby Applegate
Debby Applegate (Eugene, 1º febbraio 1968) è una storica e biografa statunitense, autrice di Madam: The Biography of Polly Adler, Icon of the Jazz Age  e di The Most Famous Man in America: The Biography of Henry Ward Beecher con cui ha vinto nel 2007 il Premio Pulitzer.

## Biografia
Nata a Eugene, Oregon, Applegate è cresciuta a Clackamas, Oregon, e si è diplomata alla Clackamas High School. È cresciuta in quello che lei descrive come un "ambiente religioso insolito": sua madre, di famiglia mormone, divenne ministro del Nuovo Pensiero, mentre suo padre era cattolico irlandese. Si è laureata summa cum laude all'Amherst College nel 1989 ed è stata Sterling Fellow alla Yale University, dove ha conseguito un dottorato in "Studi americani".
All'Amherst College Applegate era rimasta affascinata dalla figura di un famoso alunno, Henry Ward Beecher, un ministro abolizionista del XIX secolo che in seguito fu oggetto di uno scandalo sessuale ampiamente pubblicizzato. Applegate ha fatto così di Beecher l'argomento della sua tesi in studi americani a Yale per il dottorato. Dopo diversi anni di ricerca, Applegate ha pubblicato L'uomo più famoso d'America, che ha ricevuto il plauso della critica e ha vinto il Premio Pulitzer. Il suo secondo libro, Madam: The Biography of Polly Adler, Icon of the Jazz Age, un resoconto della vita e dei tempi della famigerata proprietaria di bordello di Manhattan, Polly Adler, è stato pubblicato nel novembre 2021 dopo tredici anni di ricerca approfondita.
Applegate Insegna alla Yale, alla Wesleyan University e al Marymount Manhattan College. I suoi contributi sono pubblicati sul Journal of American History e sul New York Times. Membro fondatore della Biographers International Organization  (BIO), Applegate ne è stato il primo presidente ad interim nel 2009 per poi ricoprire la carica di presidente del Comitato consultivo BIO.

## Vita privata
È sposata con Bruce Tulgan , uno scrittore economico che ha scritto, tra gli altri, Va bene essere il capo. Vivono a New Haven, nel Connecticut.